# ニウエの国際関係

ニウエの国際関係
ニウエ
ニウエと外交関係を維持している国

ニウエは様々な国や国際機関と外交関係を維持している。この記事ではニウエの国際関係について述べる。

## 概要
ニウエは太平洋にある小さな島国であり、ニュージーランドと自由連合を結んでいる。 ニュージーランド国王がニウエの国家元首 であり、したがって、ニウエはニュージーランド王国の一部である。
国連機関実務一覧は1988年に「ニュージーランドはこう宣言した（中略）ニュージーランドが今後参加する国際的な合意の効力は、もはやニウエには及ばない」と記録している。ニウエは1993年にUNESCOに加盟し、1994年に世界保健機関に加盟した。同じく1994年には国際連合事務局「は（中略）ニウエに条約を締結する能力が完全にあることを認めた」。
ニュージーランドは市民権に関してニウエと憲法上のつながりを維持している。ニウエ出身の人々はニュージーランドの市民である。ニウエは、ほかの国とは二国間の関係としてふるまい、国際社会では独立国として相互に作用する。タックス・ヘイヴンでもある。
自治状態にあるにもかかわらず、ニュージーランドがニウエの要望に応じて国防・外交を行う。しかし、クック諸島のように、ニウエは主権国家と公式な外交関係を確立し始めている。2015年11月の時点で19ヶ国がニウエと外交関係を維持している。駐ニュージーランド中国大使の張利民は、ニウエに認定され、最初の中華人民共和国大使になり、2008年10月に信任状を承った。

## 外交関係
以下の国々が公式に外交関係をニウエと結んでいる。

### オセアニア
- オーストラリア (2013年2月27日)[5]
- クック諸島 (2013年)[6]
- フィジー (2015年11月、またはそれ以前)[7][8]
- ナウル (2004年1月9日、またはそれ以前)[9]
- ニュージーランド (1993年8月2日)
- パプアニューギニア (1994年、または2014年12月9日)[10][11]
- サモア (2014年6月、またはそれ以前)[12]

### ヨーロッパ
- 欧州連合 (2001年1月23日)
- フランス (2012年12月15日、またはそれ以前)[13][14][15]
- イタリア (2015年9月12日)[16]
- コソボ (2015年6月23日)[17]
- トルコ (2014年6月7日)[18]

### アジア
- 中国 (2007年12月12日);[19][20] (ニウエと中国の関係を参照)
- インド (2012年8月12日)[21]
- イスラエル (2011年5月24日、またはそれ以前)[22][23][24]
- 日本 (2015年8月4日)[25][注釈 3]
- 韓国（2023年5月29日）[28]
- マレーシア (1996年1月30日)
- シンガポール (2012年8月6日)[29]
- タイ (2013年8月27日)[30]

### 南北アメリカ
- キューバ (2014年9月5日)[31]
- ブラジル (2016年9月2日)[32]

## 国際機関
この一覧は未完成です。加筆、訂正して下さる協力者を求めています。
- アフリカ・カリブ海・太平洋諸国, 小島嶼国連合, アジア太平洋経済社会委員会 (準加盟), 国際連合食糧農業機関, 国際農業開発基金, 化学兵器禁止機関, 太平洋諸島フォーラム, en:Sparteca, 太平洋共同体, UNESCO, 世界保健機関, 世界気象機関に加盟している。
- ニウエは2011年11月に、文化・教育・言語・気候変動への対応・貿易・投資、などを含む様々な問題に対して協力することを意図して作られた地域連合、en:Polynesian Leaders Groupの設立メンバー八か国のうちの一つになった[33][34][35]。
- イギリス連邦では正式メンバーではないが、「ニュージーランドとの自由連合にある自治国」として活動に参加している[36]。

## 国際条約と国際会議への参加
生物の多様性に関する条約、Cartagena Protocol、コトヌー協定、残留性有機汚染物質に関するストックホルム条約, UNCCD、海洋法に関する国際連合条約、気候変動枠組条約、京都議定書。